# James P. Allison
James Patrick Allison (sinh ngày 7 tháng 8 năm 1948) là một nhà miễn dịch học người Mỹ, giữ chức vụ giáo sư và chủ tịch miễn dịch học và giám đốc điều hành nền tảng miễn dịch tại Trung tâm Ung thư M. D. Anderson. Khám phá của ông đã dẫn đến các phương pháp điều trị ung thư mới cho những căn bệnh ung thư nguy hiểm nhất. Ông cũng là giám đốc của Hội đồng tư vấn khoa học nghiên cứu ung thư (CRI). Ông có mối quan tâm lâu dài về các cơ chế phát triển và kích hoạt tế bào T, sự phát triển các chiến lược mới cho liệu pháp miễn dịch khối u và được công nhận là người đầu tiên cô lập protein phức hợp thụ thể kháng nguyên tế bào T. Trong năm 2014 và 2018, ông được trao giải Tang về Khoa học Sinh học và cùng Tasuku Honjo được trao Giải Nobel Sinh lý học và Y khoa vì khám phá của họ trong điều trị ung thư bằng phương thức sử dụng các tế bào miễn dịch để tấn công tế bào ung thư.

## Thời trẻ
James Allison sinh ngày 7 tháng 8 năm 1948 tại Alice, Texas, là con út trong số ba người con trai của Constance Kalula (Lynn) và Albert Murphy Allison.] Ông được truyền cảm hứng từ giáo viên toán lớp 8 của mình để theo đuổi sự nghiệp khoa học. Allison kiếm được B.S. trong vi sinh học từ Đại học Texas, Austin năm 1969, nơi ông là một thành viên của Delta Kappa Epsilon fraternity. Ông đã giành được bằng tiến sĩ trong khoa học sinh học vào năm 1973, cũng từ UT Austin, là sinh viên của G. Barrie Kitto.

## Sự nghiệp
Ông được bổ nhiệm làm giáo sư miễn dịch và giám đốc phòng thí nghiệm nghiên cứu ung thư tại Đại học California, Berkeley năm 1985. Năm 2004, ông chuyển đến Trung tâm ung thư tưởng nhớ Sloan-Kettering (MSKCC) ở thành phố New York để trở thành giám đốc Trung tâm ung thư miễn dịch Ludwig và chủ tịch của chương trình miễn dịch cũng như ghế Koch trong các nghiên cứu miễn dịch và tham dự miễn dịch tại Trung tâm Ung thư Memorial Sloan-Kettering. Ông là giáo sư của Weill Cornell Medicine và là đồng chủ tịch của Chương trình sau đại học về miễn dịch học và sinh bệnh học vi mô tại Trường Y khoa Weill Cornell, từ năm 2004 đến năm 2012 và cũng là nghiên cứu viên của Viện Y khoa Howard Hughes (HHMI) cho đến năm 2012, khi ông rời gia nhập Trung tâm Ung thư MD Anderson vào năm 2012. Từ năm 2012, ông là chủ tịch miễn dịch tại MD Anderson.
Ông là thành viên của Viện Hàn lâm Khoa học Quốc gia và Viện Y học, và là một thành viên của Học viện Vi sinh học Hoa Kỳ và Hiệp hội Tiến bộ Khoa học Hoa Kỳ. Ông là giám đốc của Hội đồng tư vấn khoa học Viện nghiên cứu ung thư. Trước đây, ông là chủ tịch của Hiệp hội các nhà miễn dịch học Hoa Kỳ.